# Harold J. Berman
Harold J. Berman (Hartford, 13 de fevereiro de 1918 – Nova Iorque, 13 de novembro de 2007) foi um jurista estadunidense, especialista Direito Comparado e História do Direito. É descrito como um dos grandes polímatas do Direito.

## Formação
Bacharel em Artes pelo Dartmouth College em 1938 e Mestre e Doutor em Direito pela Universidade Yale, em 1942 e 1947, respectivamente. Serviu o Exército dos Estados Unidos como criptógrafo durante a Segunda Guerra Mundial, tendo recebido a Estrela de Bronze pelo seu serviço.

## Carreira
Entrou para o corpo docente da Escola de Direito de Harvard em 1948, onde construiu reputação como um dos mais conhecidos estudiosos do direito da União Soviética. Por tal expertise, foi visitante freqüente em universidades russas durante a Guerra Fria, mesmo durante o auge do Macartismo. Em 1958, representou como advogado o espólio de Arthur Conan Doyle perante os tribunais soviéticos, em uma tentativa de coletar royalties de direitos autorais do governo da URSS.
Deixou Harvard em 1985, assumindo a cátedra Robert W. Woodruff da Faculdade de Direito da Universidade Emory. Berman foi um dos pioneiros do estudo do direito e da religião. Desempenhou um papel fundamental no desenvolvimento do Centro para o Estudo do Direito e Religião da instituição, onde atuou como pesquisador sênior.
Em 1991, foi agraciado com o grau de Doutor honoris causa pela Universidade Católica da América e em 1995 pelo Seminário Teológico da Virgínia. Em 2000 foi a vez da Academia Russa de Ciências Jurídicas galardoá-lo com a distinção. Foi eleito fellow da Academia Americana de Artes e Ciências em 1997.
Em 2005, representou como advogado o líder religioso estadunidense Pat Robertson como amicus curiae perante a Suprema Corte americana no processo Van Orden v. Perry, defendendo a constitucionalidade da exibição de um memorial aos Dez Mandamentos no capitólio do Estado do Texas.